# 羊木镇
羊木镇，是中华人民共和国四川省广元市朝天区下辖的一个乡镇级行政单位。2019年12月，撤销西北乡，将其所属行政区域划归羊木镇管辖，羊木镇人民政府驻玉凤路28号。

## 行政区划
羊木镇下辖以下地区：
羊木镇社区、文笔村、东山村、银岭村、兰坝村、火石坡村、新山村、青羊村、金笔村、新塘村、源溪村、瓦字村、金顶村、白云村、青白村和五星村。